# PlayStation Eye
PlayStation Eye (marcat comercial PLAYSTATION Eye) este o cameră video digitală, asemanătoare cu un webcam pentru PlayStation 3. Dispozitivul recunoaște gesturi și elemente descrise in codul de programare pentru a procesa imaginile făcute cu camera. Acesta permite jucatorului să interacționeze prin intermediul mișcarii și a detecției de culoare cât și prin microfonul integrat. Este un succesor al EyeToy pentru PlayStation 2, ce a fost lansat în 2003. 
Accesoriul a fost lansat împreună cu The Eye of Judgment în Statele Unite pe 23 octombrie 2007. în Japonia și Australia pe 25 octombrie 2007 și în Europa pe 26 octombrie 2007.
PlayStation Eye a fost lansat și ca produs independent în SUA, Europa și Australia. Designerul EyeToy, Richard Marx, a declarat că EyeToy a fost folosit ca model pentru proiectarea costurilor brute.
Dispozitivul a fost înlocuit de camera PlayStation pentru PlayStation 4.

## Referinte
1. 1 2  „PLAYSTATIONEye Brings Next-Generation Communication to PLAYSTATION3”. us.playstation.com. Sony Computer Entertainment America. 26 aprilie 2007.
2. ↑  Valledor, Mark (20 septembrie 2007). „5 Things You *Don't* Know: THE EYE OF JUDGMENT”. PlayStation.Blog. Sony Computer Entertainment. Accesat în 25 august 2007.
3. ↑  „The Eye of Judgment（アイ・オブ・ジャッジメント） Biolith Rebellion ～機神の叛乱～”. jp.playstation.com. Sony Computer Entertainment. Arhivat din original (Adobe Flash) la 1 aprilie 2012. Accesat în 13 septembrie 2012.
4. ↑  „Eye of Judgment”. au.playstation.com. Sony Computer Entertainment. Arhivat din originalul de la 1 septembrie 2007. Accesat în 13 septembrie 2012.
5. 1 2  „PlayStation Eye to launch on November 7”. Sony Computer Entertainment. Arhivat din original la 27 octombrie 2007. Accesat în 13 septembrie 2012.
6. ↑  „PlayStation Eye Street Date”. SPOnG. SPOnG. 16 octombrie 2007. Accesat în 18 octombrie 2007.
7. ↑  Https://blog. Playstation. Com/author/sstocker/ (10 octombrie 2007), „PlayStation Eye, A Little More Info…”, PlayStation.Blog, accesat în 17 septembrie 2020
8. ↑  „PLAYSTATION® Eye”, archive.vn, 20 octombrie 2007, accesat în 17 septembrie 2020
9. ↑  „Level Up : Geek Out: The Playstation Eye is Nearly Upon Us. Dr. Richa…”, archive.vn, 15 august 2007, accesat în 17 septembrie 2020